# Ramón Kobashigawa
Ramón Kobashigawa Kobashigawa (Trujillo, 24 de agosto de 1939 - Trujillo, 12 de julio del 2019) fue un contador público y político fujimorista peruano. Fue elegido como congresista de la República representando al La Libertad en el periodo 2011–2016.

## Biografía
Realizó sus colegios primarios en la escuela Miguel Grau y secundarios en el Colegio Seminario San Carlos y San Marcelo y en el Colegio Nacional San Juan de Trujillo. Luego estudió en la Facultad de Ciencias Económicas de la Universidad Nacional de Trujillo obteniendo el título de Contador Público.

## Carrera política
Su carrera política se inició cuando fue elegido como regidor de Trujillo por el movimiento fujimorista Vamos Vecino en 1998. Intentó ser elegido nuevamente en 2002 por el partido Alianza para el Progreso.

### Congresista
Postuló al Congreso de la República en las elecciones generales del 2011 en la lista del partido fujimorista Fuerza 2011 en representación de La Libertad y fue elegido para el periodo parlamentario 2011-2016.
En el parlamento ejerció como presidente de la Comisión de Cultura y vicepresidente de la Comisión Especial de Seguridad Ciudadana.

## Fallecimiento
El 12 de julio del 2019, Ramón Kobashigawa falleció a los 79 años.